# Charmont-en-Beauce
Charmont-en-Beauce är en kommun i departementet Loiret i regionen Centre-Val de Loire strax norr Frankrikes mitt. Kommunen ligger i kantonen Outarville som tillhör arrondissementet Pithiviers. År 2022 hade Charmont-en-Beauce 340 invånare.

## Befolkningsutveckling
Antalet invånare i kommunen Charmont-en-Beauce
| Referens: INSEE |